# François Alem-Rousseau
Pour les articles homonymes, voir Rousseau.
François Alem-Rousseau, né François Rousseau Alem le 21 décembre 1793 à Aubiet (Gers) et mort le 30 janvier 1868 à Aubiet (Gers), est un homme politique français.

## Biographie
Soldat dans l'armée napoléonienne, il est avocat en 1815, il milite dans les rangs libéraux sous la Restauration. Il devient l'un des chefs du parti républicain à Auch, sous la Monarchie de Juillet. Maire d'Auch en 1848, il est député du Gers de 1848 à 1849, siégeant avec les républicains modérés partisans du général Cavaignac. 
Il meurt dans la propriété de sa mère à Martinon, sur la commune d'Aubiet.